# Битка за Нову Гвинеју
Битка за Нову Гвинеју (енгл. New Guinea campaign), вођена од 23. јануар 1942. до 15. август 1945, била је савезничка победа током рата на Пацифику.

## Позадина

### Јапански планови
Јапан је до краја јануара 1942. заузео Гвам, Вејк, Гилбертова острва и Бизмарков архипелаг, чиме је, по ратном плану из 1941, овладао стратегијски важним областима у југоисточној азији и југозападном Пацифику. Међутим, пошто су постигнути неочекивано лаки и брзи успеси у првој фази рата, Јапан је променио првобитни план о консолидацији заузетих подручја и одлучио се за даљу експанзију. У првој етапи предвиђено је освајање Порт Морзбија, главног савезничког упоришта на Новој Гвинеји, уз истовремено заузимање острва Тулаги из групе Соломонових острва: тиме би се прокрчо пут за наредну етапу до острва Фиџи, пресекле источне комуникације Аустралије и створили услови за офанзиву против ње.

### Савезнички планови
Савезнички план предвиђао је одбрану аустралије и Новог Зеланда као основице за каснији прелаз у офанзиву против Јапана. Главне савезничке снаге снаге на Новој Гвинеји, једна аустралијска ојачана бригада, (око 3.000 људи) и нешто лаких поморских снага, биле су распоређене око Порт Морзбија. Руковођење одбраном тог дела Пацифика од марта 1942. преузеле су САД.

## Операције
У првој етапи даље експанзије, Јапанци су мањим поморским десантом из Рабаула (на Новој Британији), уз незнатан отпор, ноћу 7/8. марта 1942. заузели на Новој Гвинеји луке Лај (енгл. Lae) и Саламауа, и образовали мостобран који су, и поред савезничког бомбардовања из ваздуха, успели да одрже и уреде као упориште с аеродромом. Наредни јапански циљ био је освајање Порт Морзбија поморским десантом.

### Јапанска офанзива на Порт Морзби (мај-септембар 1942)
Сматрајући Нову Гвинеју кључним положајем за одбрану Аустралије, а Порт Морзби за одбрану Нове Гвинеје, савезнички командант југозападног пацифика, генерал Даглас Макартур, одлучио је да ту луку ојача и уреди као операцијску основицу.
Јапанци су 3. маја заузели поморским десантом без отпора острво Тулаги, али десант планиран за 10. мај код Порт Морзбија онемогућен је разбијањем одреда за његову заптиту и подршку у поморско-ваздушној бици у Коралном мору. У међувремену, Макартур је ојачао одбрану Нове Гвинеје пребацивањем из Аустралије, углавном ваздушним путем, 2 америчка пешадијска пука и 2 аустралијске дивизије, и изградио нове аеродроме; изградњу аеродрома у подручју Буне спречили су Јапанци 20. јула поморским десантом од 1.500 људи. Искрцане трупе ојачали су до 18. августа са 10.000 људи и почели наступни марш (160 км) преко тешко проходног масива Овен Стенли (енгл. Owen Stanley Range) за напад на Порт Морзби. На 50 км од циља заустављени су крајем септембра од аустралијских трупа. Њихов истовремени покушај наступања ка Порт Морзбију мањим бродовима, дужобалским комуникацијама, осујећен је такође, пошто поморским десантом од 5. септембра нису успели да ликвидирају савезничко упориште у заливу Милну (енгл. Milne Bay).

### Савезничка офанзива на источном делу острва (јануар 1943-јануар 1944)
Ангажујући скоро 3 пешадијске дивизије, савезници су ускоро прешли у енергично гоњење исцрпљених јапанских снага преко Овен Стенлија. У жестоким борбама и уз велике губитке, савезници су 22. јануара 1943. заузели јапанска упоришта код Буне. Победама код Буне и у бици за Гвадалканал (новембра 1942), савезници су нанели Јапанцима пораз и омели њихов план за даље продирање у правцу Аустралије. Прелазећи у дефанзиву, Јапанци су у јануару 1943. организовали одбрамбену линију Лај-Рабаул (Бизмаркова линија), ојачали гарнизоне Лаја и Саламанауе и запосели Вевак (енгл. Wewak), а у априлу и град Холандију (Џајапура) и уредили их као ваздухопловне базе.
Према савезничком плану опште офанзиве против јапанских острва, снаге Пацифичке флоте под адмиралом Честером Нимицом требало је да наступају централним операцијским правцем (Гилбертова острва-Маријанска острва-Филипини), а снаге под Макартуром југозападним (преко Нове Гвинеје, Молучких и Палау острва за Филипине). Своје наступање Макартур је обезбедио заузимањем острва Киривине (енгл. Kiriwina) и Вудларка (енгл. Woodlark - Муруа) у јуну 1943. Искрцавањем 30. јуна у заливу Насау (енгл. Nassau Bay), Макартур је почео офанзиву дуж северне обале Нове Гвинеје узастопним поморским десантима (енгл. Shore to Shore Movement). Ту офанзиву Јапанци су ометали јаким ваздушним нападима, али су их савезници сузбили снажним бомбардовањем ваздухопловне базе Вевак 17. и 18. августа. Савезници су искрцали 4. септембра 20 км источно од Лаја поморски десант (7.800 људи), а сутрадан и ваздушни (1.700 људи), 10 км северозападно, па је Лај заузет 16. септембра, али се 2.000 Јапанаца повукло роз џунглу у правцу упоришта Сио. Саламауа, заобиђена десантом код Лаја, пала је 15. септембра, а 2. октобра, изненадним десантом северно од Финсхафена (енгл. Finschafen), заузето је и то упориште, и започето уништавање јапанских снага на полуострву Хуону.

#### Десант на Нову Британију
Ради бочног осигурања даљег наступања, савезници изводе 15. и 26. децембра десант из Лаја и Финсхафена на западни део Нове Британије (Бизмарков архипелаг), а 2. јануара 1944. и код Сајдора (енгл. Saidor) 145 км северозападно од Финсхафена, а истовремено, копном, одбацују Јапанце до Маданга. Пошто су овладали пролазима Витјез (енгл. Vitiaz Strait) и Демпјер (енгл. Selat Dampier), пробијена је Бизмаркова линија одбране. Средином априла 1944. окончана је борба за упоришта на Адмиралитетским острвима, а Рабаул неутралисан.

### Савезничко ослобађање западног дела острва (март-јун 1944)
У склопу нове одбрамбене линије Маријанска острва - острво Тимор, Јапанци су утврдили и ојачали западни део Нове Гвинеје. Снаге на полуострву Вогелкоп, већ раније ојачане једном пешадијском и једном ваздухопловном дивизијом, ојачали су марта 1944. још са две пешадијске дивизије из Кине, а заостале снаге источно и око Вевака (20.000 људи који су задржавали савезничко напредовање) требало је да се повуку у правцу Холандије. Поморске снаге за одбрану Нове Гвинеје (9. флота) састојале су се само од мањих бродова за  дејства у обалском појасу, док је вазухопловство било јаче (само у рејону Холандије око 350 авиона).

#### Битка за Холандију
Настављајући офанзиву савезници су копненом и укрцаном авијацијом (са привремено додељених 12 флотних носача авиона 5. флоте) од 30. марта до 16. априла неутралисали ваздухопловне базе у захвату Холандије, а 22. априла, уз авијацијску подршку, изненађење и слаб отпор, искрцали су северно и јужно од Холандије, у заливу Танамера (енгл. Teluk Tanahmerah) и Хумболтовом заливу (енгл. Teluk Humboldt) по 1 пешадијску дивизију. Оне су 26. априла заузеле ваздухопловне базе на језеру Сентани 15-20 км у унутрашњости. На помоћном правцу код Ајтапеа (енгл. Aitape), 200 км југоисточно од Хумболтовог залива, извршио је десант један пешадијски пук. Тиме су одсечене јапанске снаге из рејона Вевака оје се још нису прикупиле код Холандије. Очекујући противудар тих јапанских јединица, савезници су ојачали снаге у подручју Холандије са још 1 пешадијском дивизијом и 2 пешадијска пука (укупно је искрцано око 80.000 људи). У жестоким борбама за Холандију, Јапанци су од 10. јуна до 9. августа изгубили половину ангажованих снага (око 10.000 људи) и већи део снага 9. флоте и ваздухопловства. Одмах су приступили њиховом појачавању снагама из Кине и повукли се према западу.

#### Битка за Сарми и Бијак
Наредни савезнички циљ, заузимање рејона Сарми и оближњег острва Вакте (енгл. Wakde) с аеродромом (брањеним дивизијом од 11.000 људи) постигнут је 17. маја.
Жестоке борбе водиле су се за острво Бијак (енгл. Biak), аеродромски чвор близу јапанске одбрамбене линије. Уз подршку ваздухопловства и флоте, аеродроме је бранило око 10.000 Јапанаца. Десант на Бијак извршен 27. маја је успео, али аеродроме, с којих је планирана подршка флотних дејстава на Маријанским острвима, нису оспособљени све до 22. јуна, због упорности бранилаца, а пре свега због ангажовања јапанског ваздухопловства и знатних флотних снага. Но, када је почео савезнички напад на Маријанска острва, повучене су јединице јапанске флоте и ваздухопловства из тог рејона, па је Бијак, препуштен судбини, коначно пао. 
У борбама за Бијак заузето је поморским десантом острво Нумфор (енгл. Numfoor). Последњим савезничким десантом, 30. јуна 1944 код Саусапора на полуострву Вогелкоп, завршена је четворомесечна савезничка офанyива на 1.600 км дугој обали, а продужене су само акције чишћења појединачних заосталих делова јапанских снага.